# Army Men: Turf Wars
Army Men: Turf Wars là trò chơi điện tử thuộc thể loại hành động bắn súng của loạt game Army Men do hãng Mobius Entertainment phát triển và The 3DO Company phát hành trên hệ máy Game Boy Advance vào ngày 29 tháng 9 năm 2002.